# Hiroomi Takizawa
Hiroomi Takizawa –en japonés, 瀧澤宏臣, Takizawa Hiroomi– (Yonezawa, 13 de septiembre de 1973) es un deportista japonés que compitió en esquí acrobático, especialista en la prueba de campo a través. Consiguió dos medallas en los X Games de Invierno.

## Medallero internacional
| \| X Games de Invierno \| X Games de Invierno \| X Games de Invierno \| X Games de Invierno \| \| Año \| Lugar \| Medalla \| Prueba \| \| ------------------- \| --------------------------- \| ------------------- \| ------------------- \| \| 2001 \| Mount Snow (Estados Unidos) \| Medalla de bronce \| Ultracross \| \| 2009 \| Aspen (Estados Unidos) \| Medalla de plata \| Campo a través \| |                             |                   |                |
| X Games de Invierno |                             |                   |                |
| Año | Lugar                       | Medalla           | Prueba         |
| 2001 | Mount Snow (Estados Unidos) | Medalla de bronce | Ultracross     |
| 2009 | Aspen (Estados Unidos)      | Medalla de plata  | Campo a través |